# Bamlanivimab
Bamlanivimab (INN, s kódovým jménem LY-CoV555) je monoklonální protilátka, vyvinutá společnostmi AbCellera Biologics a Eli Lilly jako lék na covid-19.
Léčivo získalo dočasnou autorizaci (emergency use authorization – EUA) od amerického Úřadu pro kontrolu potravin a léčiv (Food and Drug Administration – FDA) v listopadu 2020, a americká vláda následně zakoupila 950 000 dávek. V dubnu 2021 však byla dočasná autorizace EUA na žádost výrobce (Eli Lilly) zrušena. Nově bude bamlanivimab distribuován a používán již pouze v kombinaci s podobnou látkou etesevimab. Důvodem je klesající účinnost samotného bamlanivimabu proti novým mutacím a variantám viru, proti nimž lépe zabírá zmíněná kombinace léčiv.
Léčivo je monoklonální protilátkou (mAb) imunoglobulinu G (IgG1) zaměřenou proti hrotovému proteinu viru SARS-CoV-2. Cílem je blokování připojení viru a jeho vstupu do lidské buňky, čímž je virus neutralizován, a tím pomoci s prevencí a léčením covidu-19.
Kombinace bamlanivimab/etesevimab získala autorizaci EUA od amerického Úřadu pro kontrolu potravin a léčiv.